# Warringah Rugby Club

Maillot du Warringah RC

Le  Warringah Rugby Club  est un club de rugby à XV, basé à Northern Beaches dans la banlieue nord de Sydney, en Australie. Fondé en 1963 par des joueurs de Manly, il n’a remporté le championnat de Sydney qu’une seule fois en 2005. Il évolue au Pittwater Rugby Park, parfois appelé Rat Park, à l'instar des joueurs de l'équipe qu'on surnomme les rats verts.
Une dizaine de ses joueurs ont été sélectionnés pour l’équipe nationale d’Australie, notamment  :
- Rod McQueen, qui mena les Wallabies au titre mondial en 1999, en a été l’entraîneur.
- Manny Edmonds, demi d’ouverture de l’USA Perpignan puis de l'Aviron bayonnais, et depuis le 7 novembre 2012 l'entraineur de l'AS Béziers.

Sélectionné pour l'équipe du XV d'Écosse :
- Gregor Townsend, 82 sélections, vainqueur du tournoi des cinq nations en 1999, participation à deux coupes du monde de rugby : en 1999 et 2003.

## Palmarès
Shute Shield (1) : 2005
Tooheys New Cup (2) : 2005, 2006

## Joueurs célèbres
- Manuel Edmonds
- Mark Gerrard
- Lachlan MacKay
- Wycliff Palu
- Brett Sheehan
- Gregor Townsend
- Pek Cowan

## Entraîneur célèbre
- Rod McQueen